# Maciej Zatoński
Maciej Zatoński (ur. 1979) – polski lekarz laryngolog, doktor nauk medycznych i współzałożyciel Klubu Sceptyków Polskich.

## Życiorys
W 1997 ukończył Green High School w miejscowości Franklin Furnace w stanie Ohio w Stanach Zjednoczonych. Od 1998 do 2004 studiował na wydziale lekarskim na Akademii Medycznej we Wrocławiu. W 2005 ukończył studia podyplomowe Menedżer Ochrony Zdrowia, a w 2007 studia doktoranckie na Wydziale Lekarskim Kształcenia Podyplomowego Uniwersytetu Medycznego we Wrocławiu.

## Publikacje

### Książki
- Tomasz Witkowski, Maciej Zatoński: Psychology gone wrong: The dark sides of science and therapy. Boca Raton, FL: BrownWalker Press, 2015, s. 304. ISBN 978-1627345286.

### Publikacje naukowe[2]
1. Clinical aspects of vocal cord nodules[3]
2. Results of treatment of Reinke's oedema of the larynx in the group of patients treated in Dept. of the Otolaryngology Medical University of Wrocław[4]
3. Badanie słuchu u osób leczonych z powodu przewlekłej niewydolności nerek[5]
4. Badanie słuchu u osób dializowanych z powodu przewlekłej niewydolności nerek[6]
5. Objawy laryngologiczne u chorych z chorobą refluksową przełyku[7]
6. Treatment of Reincke's edema among different professional groups: presentation of results[8]
7. Zmiany pęcherzowe w krtani w przebiegu chorób pęcherzowych[9]
8. Laryngeal involvement in pemphigus vulgaris[10]
9. Zmiany na błonach śluzowych krtani w przebiegu pęcherzycy[11]
10. Diagnostyka autofluorescencyjna w przypadku zmian nabłonkowych krtani[12]
11. Ocena skuteczności diagnostyki autofluorescencyjnej zmian nabłonkowych krtani[13]
12. Autofluorescence diagnosis in epithelial pathologies of the larynx[14]
13. Corticosteroid-induced laryngeal disorders in asthma[15]
14. Brodawczaki nosa, gardła i krtani – podobieństwa i różnice[16]
15. Guzy łagodne i złośliwe nosa i nosogardła[17]
16. Pacjenci z zaawansowanymi nowotworami krtani leczeni w Klinice Otolaryngologii AM we Wrocławiu[18]
17. Zastosowanie techniki autofluorescencji w diagnostyce zmian nabłonkowych krtani[19]
18. Pathophysiology, diagnostics, conservative treatment and prevention of bleeding[20]
19. Experimental application of xenogenous antlerogenic cells in replacement of auricular cartilage in rabbits. Xenotransplantation.[21]
20. Dynamics of pure tone audiometry and DPOAE alteration in Meniere's disease[22]
21. Experimental xenoimplantation of antlerogenic cells into mandibular bone lesions in rabbits: two-year follow-up.[23]
22. Zastosowanie porożogennych komórek macierzystych w odbudowie tkanki chrzęstnej. Badania wstępne na modelu zwierzęcym[24]

### Artykuły
- Tomasz Witkowski, Maciej Zatoński: In Twenty-First-Century Europe Public Prosecutor Appoints Clairvoyant as Expert Witness, „Skeptical Inquirer”, September/October 2013, s. 7.
- Tomasz Witkowski, Maciej Zatoński: The Inception of the Polish Sceptics Club, „Skeptical Inquirer”, November/December 2011.